# Eva Obalat
Eva Obalat Mangrané (Tortosa, Tarragona, 5 de julio de 1969) es una ex gimnasta rítmica española que fue componente de la selección nacional de gimnasia rítmica de España en la modalidad de conjuntos. Su logro más reseñable son las medallas de bronce obtenidas en los Campeonatos Europeos de 1984 y 1986.

## Biografía deportiva

### Inicios
Se inició en la práctica de gimnasia a los 6 años de edad, ingresando posteriormente en el Club Escuela de Gimnasia Rítmica de Zaragoza. En 1979 fue medalla de bronce en la general individual de la 3ª categoría en el Campeonato de España, disputado ese año en Madrid. En 1982 logró la 4ª plaza en la general individual de la 2ª categoría en el Campeonato de España, celebrado en Palencia. De 1982 a 1983 su familia se trasladó a Venezuela, por lo que tuvo que dejar la gimnasia durante un año. A su regreso en 1983, se reincorporó al Club Escuela de Gimnasia Rítmica de Zaragoza.

### Etapa en la selección nacional
Hacia la primavera de 1984, entró a formar parte del conjunto español de gimnasia rítmica, donde entrenaría en el Gimnasio Moscardó de Madrid a las órdenes de la seleccionadora nacional Emilia Boneva y la entrenadora de conjuntos, Ana Roncero. Georgi Neykov era el coreógrafo del equipo. En 1984 logró la medalla de bronce en el concurso general del Campeonato Europeo de 1984 en Viena. La integrantes del conjunto que logró esta medalla eran Eva, Pilar Domenech, María Fernández (capitana), Virginia Manzanera, Nancy Usero y Graciela Yanes, además de Rocío Ducay y Ofelia Rodríguez como suplentes. Tras este logro les fue concedida a todas la Medalla al Mérito Gimnástico de 1984, galardón de la Real Federación Española de Gimnasia que les fue entregado en 1985 en una ceremonia presidida por Alfonso de Borbón y Dampierre, duque de Cádiz, entonces presidente del COE. 
En 1985 obtuvo el 7º puesto en el Campeonato Mundial de Valladolid. El conjunto en Valladolid lo formaron Eva, Pilar Domenech, María Fernández, Ofelia Rodríguez, Nancy Usero y Graciela Yanes, además de Ester Domínguez, Rocío Ducay, Laura Manzanera y Estela Martín como suplentes. Para 1986, con la retirada de María Fernández y varias de sus compañeras, pasó a ser la capitana del nuevo conjunto. Ese año logró una nueva medalla de bronce, esta vez en el Campeonato Europeo de Florencia. Las gimnastas del conjunto que lograron esta medalla fueron Eva, Marisa Centeno, Natalia Marín, Estela Martín, Ana Martínez y Elena Velasco. Un mes después viajaron a Tokio (Japón) para disputar la Final de la Copa del Mundo de Gimnasia Rítmica, donde lograron el 4º puesto. Todos estos resultados los consiguió siempre como miembro del conjunto español y en el concurso general, ya que entonces aún no había finales por aparatos al competirse únicamente con un ejercicio.

### Retirada de la gimnasia
Tras su retirada estuvo viviendo en Dublín durante 18 años. En junio de 1990 se convirtió en directora ejecutiva de Aupair Study Centre, empresa irlandesa dedicada a la acogida de au pair, en la que estuvo hasta agosto de 2006. Tras su regreso a España, en junio de 2005 empezó a ejercer como directora ejecutiva en Catalan Ways, empresa especializada en alojamientos turísticos en La Ampolla (Tarragona) y de la que es también propietaria.
El 16 de noviembre de 2019, con motivo del fallecimiento de Emilia Boneva, unas 70 exgimnastas nacionales, entre ellas Eva, se reunieron en el tapiz para rendirle tributo durante el Euskalgym. El evento tuvo lugar ante 8.500 asistentes en el Bilbao Exhibition Centre de Baracaldo y fue seguido además de una cena homenaje en su honor.

## Legado e influencia

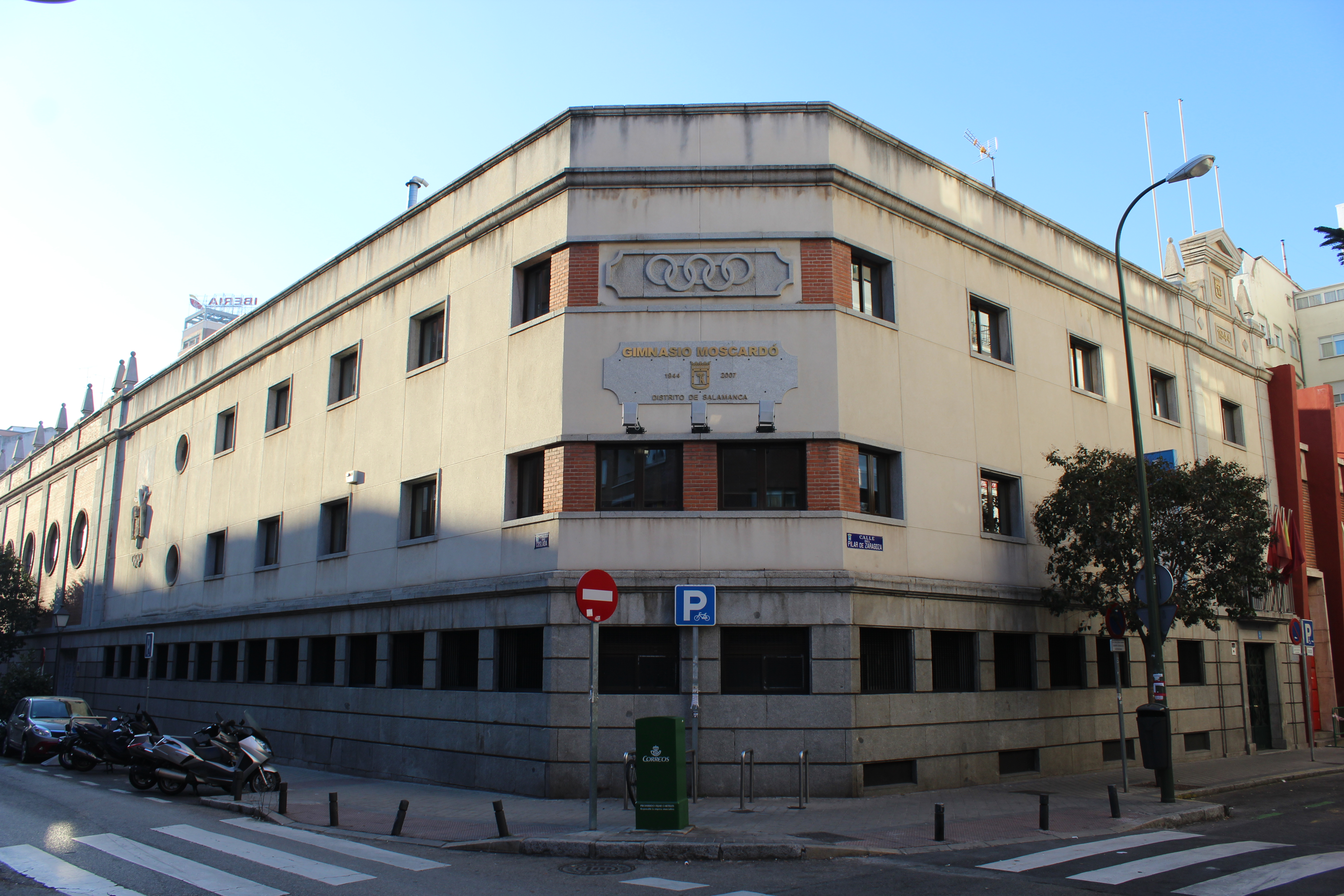
El Gimnasio Moscardó, en el distrito de Salamanca (Madrid), fue el lugar de entrenamiento de la selección nacional de gimnasia rítmica hasta 1997.

La medalla de bronce en el Europeo de Viena en 1984 fue la primera para el conjunto español desde 1975, e inició un amplio periodo de consecución de preseas internacionales. En una entrevista en 2016, la capitana de aquel conjunto, María Fernández Ostolaza, destacaba la importancia de esa medalla para la gimnasia rítmica española:

«En aquella época, nosotras lo que queríamos era derrocar a los países del Este [...] Como las medallas eran siempre Rusia, Bulgaria y Checoslovaquia, lo nuestro fue un grandísimo hito y el bronce del Europeo sí que fue una hazaña para el equipo. Fue el inicio de algo».
—María Fernández, en declaraciones en 2016 a Córner-rítmica

## Vida personal
Actualmente vive en La Ampolla (Tarragona) con su marido Adrian Barry (25 de octubre de 1959) y sus dos hijas Cayla (nacida en 1996) y Caoimhe (nacida en 2001) y su ahijado Pablo (nacido en 2005)

## Música de los ejercicios
| Año         | Aparatos           | Música                                                       |
| ----------- | ------------------ | ------------------------------------------------------------ |
| 1983 - 1984 | 3 aros y 3 cuerdas | Desconocida.                                                 |
| 1984        | 3 aros y 3 cuerdas | Desconocida.                                                 |
| 1985        | 3 aros y 3 pelotas | El pasodoble «Francisco Alegre» de Quintero, León y Quiroga. |
| 1986        | 3 aros y 3 pelotas | Desconocida.                                                 |

## Palmarés deportivo

### Selección española
| 1984 - Campeonato de Europa de Viena Bronce en concurso general 1985 - Campeonato del Mundo de Valladolid 7º puesto en concurso general | 1986 - Campeonato de Europa de Florencia Bronce en concurso general - Final de la Copa del Mundo en Tokio 4º puesto en concurso general - Shanghái Cup Oro en concurso general |

## Premios, reconocimientos y distinciones
- Medalla al Mérito Gimnástico de 1984, otorgada por la Real Federación Española de Gimnasia (1984)[11]